# Palacio García de la Huerta Izquierdo
El Palacio García de la Huerta Izquierdo es un edificio ubicado en el centro de Santiago de Chile, frente al edificio del ex Congreso Nacional de Chile y colindante al oeste con el Palacio Huneeus. Está clasificado como Inmueble de Conservación Histórica por la Municipalidad de Santiago.

## Historia
El palacio fue construido alrededor de 1885 por encargo de Manuel García de la Huerta Pérez y su esposa, Ceferina Izquierdo. El estilo del edificio se define como ecléctico, con elementos de la corriente clasicista, presentando en su recibidor un suelo de parqué y una escalera tallada. Sirvió como residencia de la familia de Pedro García de la Huerta Izquierdo hasta los años 1940, tras lo cual sufrió algunas transformaciones, como por ejemplo la adición de un tercer piso.
El 30 de noviembre de 1972 se inauguró en el palacio García de la Huerta Izquierdo la sede nacional del Partido Federado de la Unidad Popular (UP), coalición de partidos que apoyaba al gobierno de Salvador Allende y que se conformó para las elecciones parlamentarias de 1973. Posteriormente, durante la dictadura militar fue utilizada por distintas reparticiones de Carabineros de Chile, entre ellas el Departamento de Bienestar y la subdirección de Carreteras y Tránsito.
El edificio pertenece en la actualidad a Rodolfo Olivari Corvetto, quien administra en el primer piso del palacio la tienda de telas Casa Olivari. La superficie del terreno es de 1125 m², mientras que la superficie construida es de 3063 m².